# Борискин, Сергей Александрович
Сергей Александрович Борискин (род. 7 мая 1987) — российский самбист, призёр чемпионатов России и Европы, мастер спорта России международного класса.

## Спортивные результаты
- Чемпионат России по самбо 2007 года — ;
- Чемпионат России по самбо 2008 года — ;
- Абсолютный чемпионат России по самбо 2008 года — ;
- Абсолютный чемпионат России по самбо 2010 года — ;